# Opuntia ammophila
Opuntia ammophila é uma espécie de planta com flor pertencente à família Cactaceae. 
A autoridade científica da espécie é Small, tendo sido publicada em Journal of the New York Botanical Garden 20(230): 29–30, pl. 224. 1919.

## Portugal
Trata-se de uma espécie presente no território português, nomeadamente no Arquipélago dos Açores.
Em termos de naturalidade é introduzida na região atrás indicada.

## Protecção
Não se encontra protegida por legislação portuguesa ou da Comunidade Europeia.